# Trichomycterus motatanensis
Trichomycterus motatanensis är en fiskart som först beskrevs av Schultz, 1944.  Trichomycterus motatanensis ingår i släktet Trichomycterus och familjen Trichomycteridae. Inga underarter finns listade i Catalogue of Life.